# Kevon Pierre
Kevon Pierre (* 30. März 1982 auf Trinidad) ist ein Sprinter aus Trinidad und Tobago.
Er wuchs in St. Kitts und Nevis auf. Als dort sein Antrag auf Einbürgerung 2005 abgelehnt wurde, entschied er sich, international für sein Geburtsland zu starten. Mit Wirkung zum 25. Juli 2005 trat seine Startberechtigung für Trinidad und Tobago in Kraft.
Seine größten Erfolge feierte er mit der 4-mal-100-Meter-Staffel von Trinidad und Tobago. Bei den Leichtathletik-Weltmeisterschaften 2005 in Helsinki gewann er mit ihr die Silbermedaille. Kevon Pierre, Marc Burns, Jacey Harper und Darrel Brown verbesserten dabei den Landesrekord auf 38,10 s und blieben nur zwei Hundertstelsekunden hinter der französischen Staffel. Im 200-Meter-Lauf scheiterte Pierre dagegen in der ersten Runde.
Kevon Pierre hat bei einer Körpergröße von 1,83 m ein Wettkampfgewicht von 94 kg.

## Bestleistungen
- 100 m: 10,22 s, 25. Juni 2005, Port of Spain
- 200 m: 20,47 s, 26. Juni 2005, Port of Spain